# Rush (Ayra Starr)
Rush è un singolo della cantante nigeriana Ayra Starr, pubblicato il 16 settembre 2022.

## Classifiche

### Classifiche settimanali
| Classifica (2023) | Posizione massima |
| ----------------- | ----------------- |
| Belgio (Vallonia) | 16                |
| Canada            | 63                |
| Francia           | 5                 |
| Paesi Bassi       | 17                |
| Svezia            | 56                |
| Svizzera          | 18                |

### Classifiche di fine anno
| Classifica (2023) | Posizione |
| ----------------- | --------- |
| Francia           | 9         |